# Hašima (Gifu)
Hašima (japonsky:羽島市 Hašima-ši) je japonské město v prefektuře Gifu na ostrově Honšú. Žije zde téměř 70 tisíc obyvatel. Místní ekonomika se zaměřuje na zemědělství a lehký průmysl. Působí zde 4 střední školy a 1 vysoká škola.